# Corinne
Corinne és una població dels Estats Units a l'estat de Utah. Segons el cens del 2000 tenia 621 habitants.

## Demografia
Segons el cens del 2000, Corinne tenia 621 habitants, 190 habitatges, i 159 famílies. La densitat de població era de 67 habitants per km².
Dels 190 habitatges en un 46,3% hi vivien nens de menys de 18 anys, en un 72,6% hi vivien parelles casades, en un 6,3% dones solteres, i en un 16,3% no eren unitats familiars. En el 15,8% dels habitatges hi vivien persones soles el 7,4% de les quals corresponia a persones de 65 anys o més que vivien soles. El nombre mitjà de persones vivint en cada habitatge era de 3,27 i el nombre mitjà de persones que vivien en cada família era de 3,64.
Per edats la població es repartia de la següent manera: un 34,3% tenia menys de 18 anys, un 10,3% entre 18 i 24, un 26,2% entre 25 i 44, un 19,8% de 45 a 60 i un 9,3% 65 anys o més.
L'edat mediana era de 31 anys. Per cada 100 dones de 18 o més anys hi havia 104 homes.
La renda mediana per habitatge era de 42.125 $ i la renda mediana per família de 45.208 $. Els homes tenien una renda mediana de 32.344 $ mentre que les dones 19.205 $. La renda per capita de la població era de 16.053 $. Entorn del 6,2% de les famílies i el 8,5% de la població estaven per davall del llindar de pobresa.

## Poblacions més properes
El següent diagrama mostra les poblacions més properes.